# 喬梅斯區
喬梅斯區（西班牙語：Chomes），是哥斯達黎加的一個區，位於該國西部蓬塔雷納斯省，面積432.75平方公里，海拔高度8米，2011年人口5,522，人口密度每平方公里12.76人。